# Кербалаї Сефіхан Карабагі
Кербалаї Сефіхан Карабагі (азерб. Kərbəlayı Səfixan Qarabaği; 1817, Шуша, Карабаське ханство — 1910, Шуша, Шушинський повіт, Єлизаветпольська губернія, Російська імперія) — азербайджанський архітектор, представник створеної в Карабасі своєрідної архітектурної школи.
В роботах Карабагі особливо помітна тенденція до поєднання традиційних і романтичних елементів. Кербалаї Сефіхан спроєктував багато будівель, в Агдамі, Фізулі, Шуші. Для його проєктів (наприклад для мечеті в Агдаме і Барді) використовувалися прості прийоми, засновані на азербайджанських архітектурних традиціях.

## Творчість
Характерною особливістю творчості Кербалаї Сефіхана Карабагі було раціональне й уміле використання традицій місцевого зодчества. Архітектор 1883 року добудував Верхню мечеть Гевхар-аги, на якій в розетці на перегородці вписано арабською: «Зробив Кербалаї Сафі хан, архітектор Карабаський. 1301» (1883—1884 рр.). Ім'я майстра зустрічається також на іншій мечеті Гевхар-аги, що знаходиться в нижній частині Шуші, а також на мечеті міста Фізулі: «Зробив Кербалаї Сафі хан-архітектор Карабаський. 1307 рік» (1889—1890 рр.).
Серед побудованих за проєктом Сефіхана споруд можна назвати мечеть у Барді (1868), Агдамську мечеть (1870), «Татарську мечеть» (1870) в Одесі, мечеть «Карабаглар» (1880) в Ашгабаті, низку квартальних мечетей у місті Шуша й інші цивільні будівлі в Карабасі.
Завдяки використанню Сефіханом Карабагі традицій місцевого вірменського зодчества карабаський регіон отримав єдиний тип мечетей з притаманною тільки їм організацією внутрішнього простору — членуванням кам'яними колонами на двоповерхові галереї і використанням купольних перекриттів.

## Фотогалерея
|                                       |                                                           |                                                     |
| Агдамська мечеть (1870 рік). 2010 рік | Верхня мечеть Гевхар-аги (1883-1885 рр.) в Шуші. 1992 рік | Нижня мечеть Гевхар-аги (1875 рік) в Шуші. 2005 рік |